# Eilandmakreel
De Eilandmakreel (Rastrelliger faughni) is een straalvinnige vis uit de familie van makrelen (Scombridae) en behoort derhalve tot de orde van baarsachtigen (Perciformes). De vis kan maximaal 20 cm lang en 750 gram zwaar worden.

## Leefomgeving
Rastrelliger faughni is een zoutwatervis. De vis prefereert een tropisch klimaat en heeft zich verspreid over de Grote en Indische Oceaan. De diepteverspreiding is 0 tot 150 m onder het wateroppervlak.

## Relatie tot de mens
Rastrelliger faughni is voor de visserij van aanzienlijk commercieel belang. In de hengelsport wordt er weinig op de vis gejaagd.